# Julio Argentino Roca
Alejo Julio Argentino Roca (ur. 17 lipca 1843 w Tucumán, zm. 19 października 1914 w Buenos Aires) – argentyński generał i polityk.
Jako minister wojny (1877–1880) prowadził kampanię przeciwko Indianom w Patagonii, a od 1890 do 1891 był ministrem spraw wewnętrznych. Dwukrotnie sprawował urząd prezydenta Argentyny: od 12 października 1880 do 12 października 1886 i od 12 października 1898 do 12 października 1904.